# 城关镇 (徽县)
城关镇，是中华人民共和国甘肃省陇南市徽县下辖的一个乡镇级行政单位。

## 行政区划
城关镇下辖以下地区：
北街社区、东街社区、西南街社区、先农街社区、桥西社区、建新路社区、先农村、樊塄村、西寺村、唐庄村、和平村、东关村、东河村、石佛村和王庄村。